# Cymothales exilis
Cymothales exilis là một loài côn trùng trong họ Myrmeleontidae thuộc bộ Neuroptera. Loài này được Mansell miêu tả năm 1987.